# Communauté de communes du Val d’Amboise
Die Communauté de communes du Val d’Amboise ist ein französischer Gemeindeverband mit der Rechtsform einer Communauté de communes im Département Indre-et-Loire in der Region Centre-Val de Loire. Sie wurde am 1. Januar 2014 gegründet und umfasst 14 Gemeinden. Der Verwaltungssitz befindet sich im Ort Nazelles-Négron.

## Mitgliedsgemeinden
| Gemeinde                                | Einwohner 1. Januar 2022 | Fläche km² | Dichte Einw./km² | Code INSEE | Postleitzahl |
| --------------------------------------- | ------------------------ | ---------- | ---------------- | ---------- | ------------ |
| Amboise                                 | 13.132                   | 40,65      | 323              | 37003      | 37400        |
| Cangey                                  | 1.030                    | 22,98      | 45               | 37043      | 37530        |
| Chargé                                  | 1.352                    | 8,46       | 160              | 37060      | 37530        |
| Limeray                                 | 1.261                    | 14,39      | 88               | 37131      | 37530        |
| Lussault-sur-Loire                      | 890                      | 9,36       | 95               | 37138      | 37400        |
| Montreuil-en-Touraine                   | 750                      | 25,09      | 30               | 37158      | 37530        |
| Mosnes                                  | 815                      | 14,50      | 56               | 37161      | 37530        |
| Nazelles-Négron                         | 3.682                    | 22,32      | 165              | 37163      | 37530        |
| Neuillé-le-Lierre                       | 763                      | 16,63      | 46               | 37166      | 37380        |
| Noizay                                  | 1.142                    | 17,47      | 65               | 37171      | 37210        |
| Pocé-sur-Cisse                          | 1.760                    | 10,61      | 166              | 37185      | 37530        |
| Saint-Ouen-les-Vignes                   | 975                      | 18,55      | 53               | 37230      | 37530        |
| Saint-Règle                             | 626                      | 6,49       | 96               | 37236      | 37530        |
| Souvigny-de-Touraine                    | 391                      | 26,18      | 15               | 37252      | 37530        |
| Communauté de communes du Val d’Amboise | 28.569                   | 253,68     | 113              | –          | –            |

## Quelle
1. ↑  www.collectivites-locales.gouv.fr
2. ↑  CC du Val d’Amboise (SIREN: 200 043 065) in der Base nationale sur l’intercommunalité (BANATIC) des französischen Innenministeriums (französisch)